# Jupiter Icy Moons Orbiter
Jupiter Icy Moons Orbiter (JIMO) — проєкт космічного апарата, запропонований НАСА для вивчення крижаних місяців Юпітера — Каллісто, Європи й Ганнімеда.
Мав стати першим апаратом у програмі ядерних космічних двигунів «Прометей».
Розробка була припинена 2005 року.

## Мета
Місія передбачала три основні цілі:
1. Розвідати можливий потенціал для підтримки життя на цих місяцях. Що могло б включати визначення того, чи справді на супутниках є підземні океани; картографування органічних сполук та інших хімічних речовин на поверхні, які становлять інтерес для біологів; визначення товщини крижаного покриву з акцентом на пошук можливих місць висадки в майбутньому.
2. Вивчення походження й еволюції супутників, що включало визначення їх внутрішньої структури, характеристик і складу поверхні, щоб інтерпретувати їх еволюцію (геологія, геохімія, геофізика) і то, як це пролило світло на розуміння походження й еволюції Землі.
3. Визначення радіаційного середовища навколо цих супутників і швидкості вивітрювання їх поверхні внаслідок падіння речовини з космосу. Орбіти Каллісто, Ганімеда і Європи лежать у потужній магнітосфері Юпітері. Вивчення цього середовища важливе для розуміння можливості виникнення там життя.

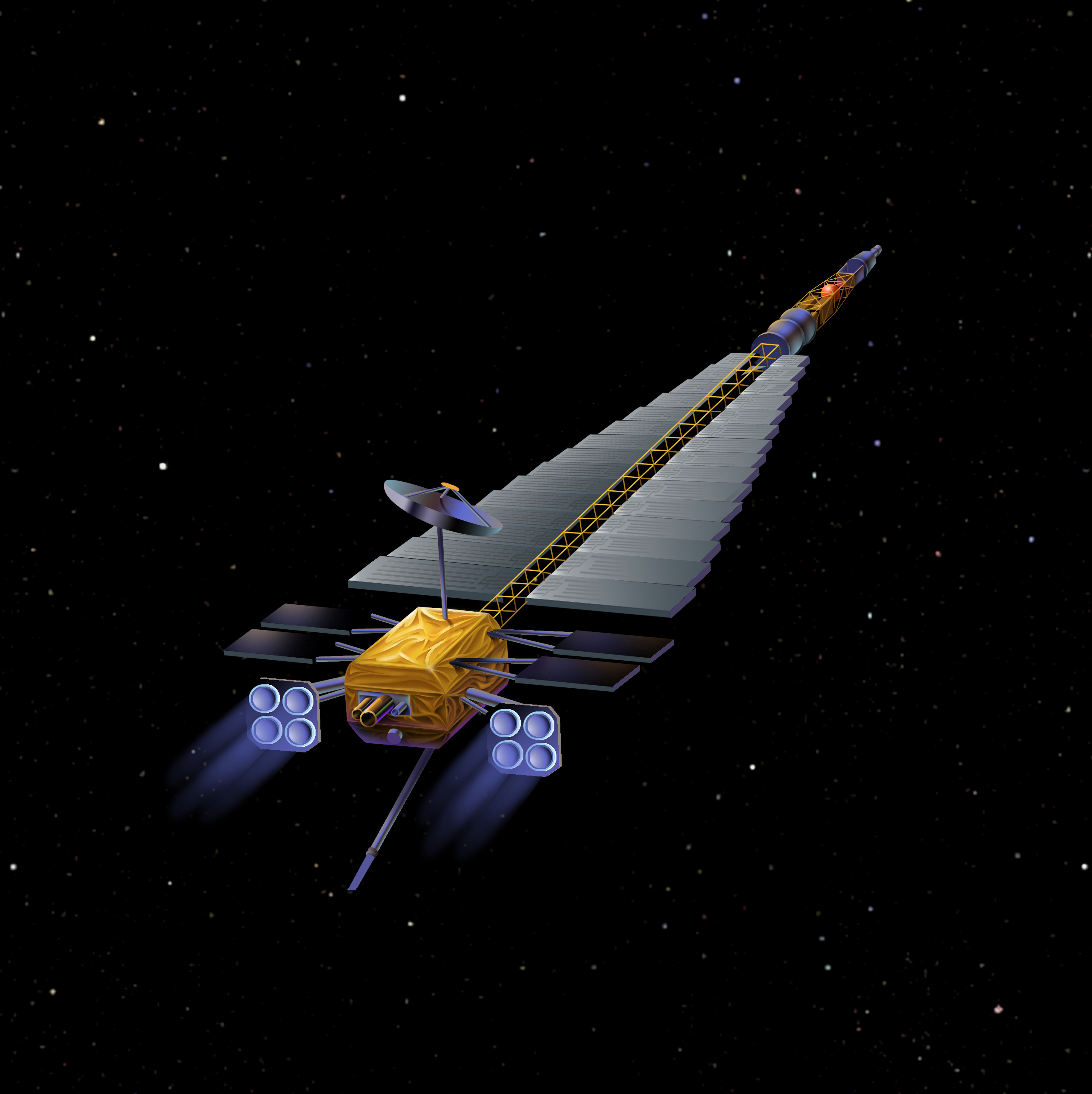
JIMO вид ззаду

## Космічний корабель JIMO

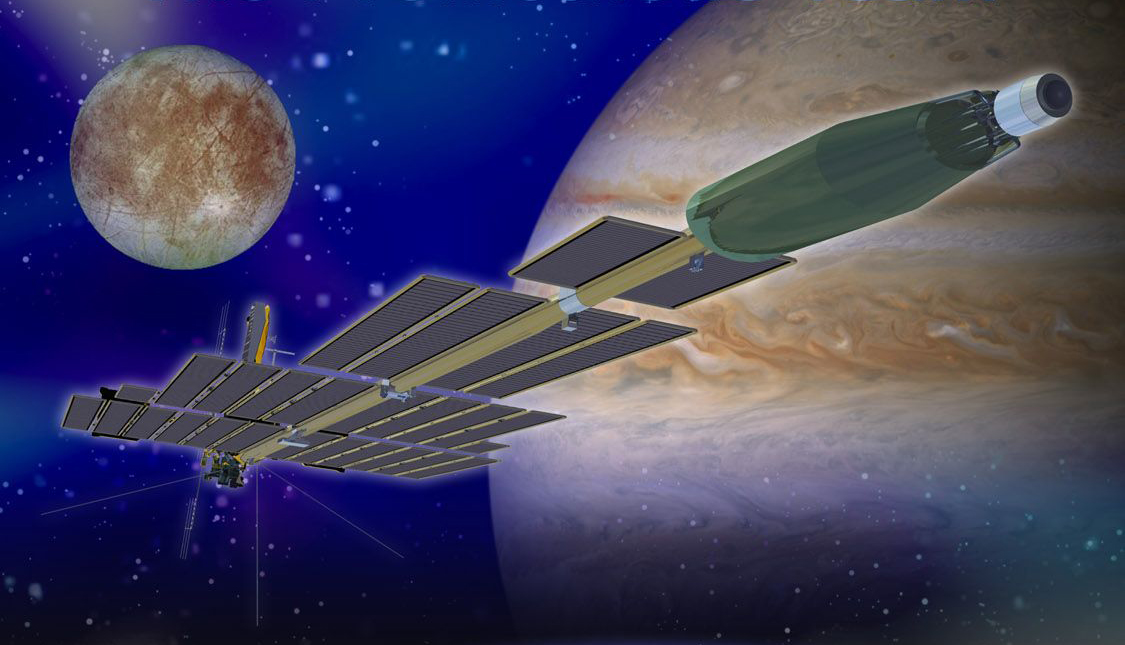
JIMO Вид спереду

Пропонований базовий варіант космічного корабля передбачав іонний двигун. Місії Deep Space 1, Хаябуса, Dawn успішно застосовували такі двигуни для міжпланетних подорожей, споживаючи електроенергію сонячних батарей. Орбітальний апарат Jupiter Icy Moons Orbiter, що летів далі від Сонця, мав приводити в дію свої іонні двигуни ядерним реактором і системою перетворення тепла реактора в електрику. Це могло дати кораблю більш як у 100 разів більшу потужність, ніж неядерна система порівняної маси.
Конструкція корабля передбачала розміщення реактора в носовій частині, за потужним радіаційним екраном, для захисту чутливого обладнання. Реактор мали запустити тільки після того, як зонд залишить орбіту Землі, так що кількість радіонуклідів, які треба вивести на орбіту, була мінімальною.
Корабель мав нести радарний прилад для картування товщини поверхневого льоду і лазерний прилад для картування підвищень в поверхні каморі, інфрачервоний формувач зображення, магнітометр і інструменти для вивчення заряджених частинок, атомів і пилу, з якими космічний корабель стикається біля кожної місяця. Потужне джерело електроенергії від бортової ядерної установки дозволяло б працювати з потужнішими приладами й підвищити швидкість передачі даних на Землю. Розширена наукова програма передбачала складання карт усієї поверхні Каллісто й Ганімеда і більше половини Європи.
Місія Europa Lander Mission передбачала у складі JIMO невеликий спускний апарат із ядерною установкою. Орбітальний апарат мав виконувати функцію ретранслятора для зв'язку з Землею. Спускний апарат мав дослідити придатність Європи для життя й оцінити її астробіологічний потенціал, підтвердити існування й визначити характеристики води під крижаною оболонкою Європи.

## Ескізні проектні завдання

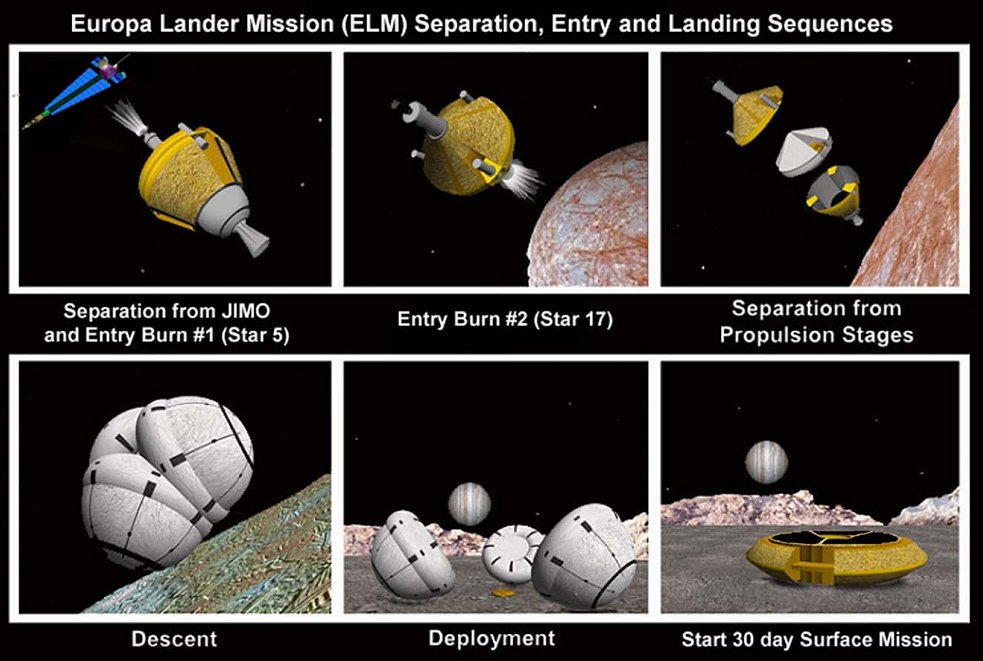
JIMO Europa Lander Mission

- Повна маса на навколоземній орбіті: 36375 кг
- Маса ксенонового палива: 12000 кг.
- Маса реакторного модуля: 6182 кг (потужність 200 кВт)
- Суха маса модуля КА: 16193 кг.
- Маса наукової корисного навантаження: 1500 кг.
- Електричні турбогенератори: кілька 104 кВт (440 В змінного струму)
- Розгорнутий радіатор: площа поверхні 422 м²
- Іонні двигуни NEXIS потужністю 27 кВт (місія Prometheus 1 / JIMO)
- Двигуни Холла: велика потужність, велика тяга
- Лінія зв'язку: 10 Мбіт / с (4 × 250 Вт TWTA)
- Розгорнутий розмір: довжина 58,4 м × ширина 15,7 м
- Розмір в похідному стані: довжина 19,7 м × ширина 4,57 м
- Термін служби проекту: 20 років
- Дата запуску діє до: 2017 р
- Ракета-носій: Delta IV Heavy
- Вартість: 16 млрд доларів без урахування запуску

## Ядерна рухова установка та інші пристрої
Було проведено аналітичне дослідження для порівняння варіантів конструкції енергосистеми реактора, яка може бути використана в місії Jupiter Icy Moons Orbiter з ядерної електричної рухової установкою. Результуюча концепція використовує реактор з рідкіснометалевим охолодженням і перетворення енергії по замкнутому циклу Брайтона. Для дослідження була прийнята концепція реактора з рідкіснометалевим охолодженням, хоча життєздатними альтернативами є реактори з тепловими трубками і з газовим охолодженням. Система перетворення енергії складається з двох незалежних перетворювачів Брайтона, кожен з яких здатний забезпечувати повну проектну вихідну потужність. Підхід «пакетної» компонування був кращий з-за меншого діаметра поперечного перерізу. Це дозволило розташувати блоки Брайтона ближче до реактора, щоб мінімізувати довжину інтерфейсних трубопроводів без негативного впливу на половину кута екрану і масу екрану. Загальна збірка з двома блоками по 100 кВт мала діаметр 1,8 м в поперечному перерізі і 2,6 м в довжину. Вплив крутного моменту Аналіз першого порядку був виконаний з використанням програми Simulink, щоб зрозуміти вплив наведеного крутного моменту від обертового обладнання на динаміку транспортного засобу.
Конструкція перетворювача заснована на сучасній конструкції гарячого контуру з суперсплавів, що допускає температуру на вході в турбіну 1150 K і ККД циклу більше 20 %. Аналіз циклу припускав, що ККД компонентів становить 90 % для турбіни, 80 % для компресора і 92 % для генератора змінного струму, і ККД рекуператора встановлений на рівні 95 %. Загальна втрата тиску в газовій системі була прийнята на рівні 5 %. Втрати від газу в підшипниках і генераторі були оцінені в 2,5 і 3,4 кВт відповідно, а загальні втрати в ізоляції були оцінені в 16,4 кВт. Розрахунковий ККД циклу Брайтона становив 21,7 %, а загальний наскрізний ККД енергосистеми становив 20,2 %, в результаті чого необхідна теплова потужність реактора складала 496 кВт.
Зрізаний конічний радіаційний щит із напівкутом 10 градусів послаблює випромінювання реактора до 25 крад-кремній-гамма-дози та флюенсу 1 × 1011 нейтронів / см2 (на основі 1-МеВ еквівалентного пошкодження кремнію) при корисному навантаженні, розташованому в 30 м. Загальна кумулятивна доза гамма-випромінювання в дозової площині електроніки для приблизної 12-річної місії JIMO оцінюється в 4,3 Мрад-Si, в той час як загальний флюенс нейтронів оцінюється в 6 x 1012 нейтронів / см2 на основі еквівалентних ушкоджень кремнію 1 МеВ і 2,5 мм алюмінієве екранування електроніки. Таке радіаційний вплив виходить далеко за рамки сучасного рівня розвитку радіаційно-стійких надпотужних компонентів блоку розподілу енергії.
Трифазний генератор виробляє 105 кВт при 45 000 об / хв, 600 В змінного струму і 1,5 кГц. Система розподілу енергії з ККД 95 % видає 100 кВт електроенергії на навантаження на відстані 30 м. Блок розподілу енергії включає в себе силову і керуючу електроніку, розподільний пристрій і кабелі. Також в комплект входить шунтирующий радіатор паразитного навантаження повної потужності і окремий радіатор терморегулювання блоку розподілу енергії. Номінально два блоки Brayton працюватимуть на 50 % потужності. Це досягається за рахунок експлуатації агрегатів при більш низьких оборотах ротора і тиску наддуву. Більш низька швидкість ротора призводить до зниження напруги генератора до 400 В змінного струму. Основною перевагою роботи агрегатів на часткової потужності є зниження термічних напружень і навантажень на підшипники.
Система управління і розподілу харчування забезпечує силову електроніку, електричні елементи управління, розподільний пристрій і кабелі для подачі 400 В змінного струму на електричну іонну рухову установку і 120 постійного струму вольт на шину космічного корабля.
Електрична силова установка включає 10 PPU (Power Processor Unit), та два іонних рушія з PPU. Підхід розподілу потужності PPU забезпечує значну надмірність та стійкість до несправностей. Концепція дизайну EP включає повний другий набір підрулювачів для компенсації зносу першого набору та два надлишкових підрулювача на комплект. Одночасно можна експлуатувати максимум вісім підрулювачів. Один модуль розподілювача енергії забезпечує перемикання живлення на всі 10 PPU при 400 В змінного струму та 12,5 кВт на канал. Під час роботи з повною потужністю (тобто 100 кВт) з обома блоками Брейтона, що працюють на 50 кВт, кожен модуль розподілювача енергії живить лише чотири з 10 каналів PPU. Якщо один пристрій Брейтона працює на 100 кВт, 8 з 10 каналів PPU живляться. PPU перетворює 400 В змінного струму на приблизно 4000 В постійного струму через трансформатор / випрямляч / фільтр для навантаження джерела живлення головної лінії.. Допоміжні навантажувачі рушія нижчої потужності (катоди, нагрівачі тощо) подаються через перетворювач змінного- постійного струму 120 В в PPU.

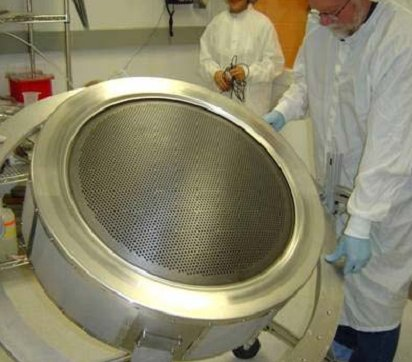
NEXIS (Nuclear Electric Xenon Ion Thruster System)

## Профіль місії

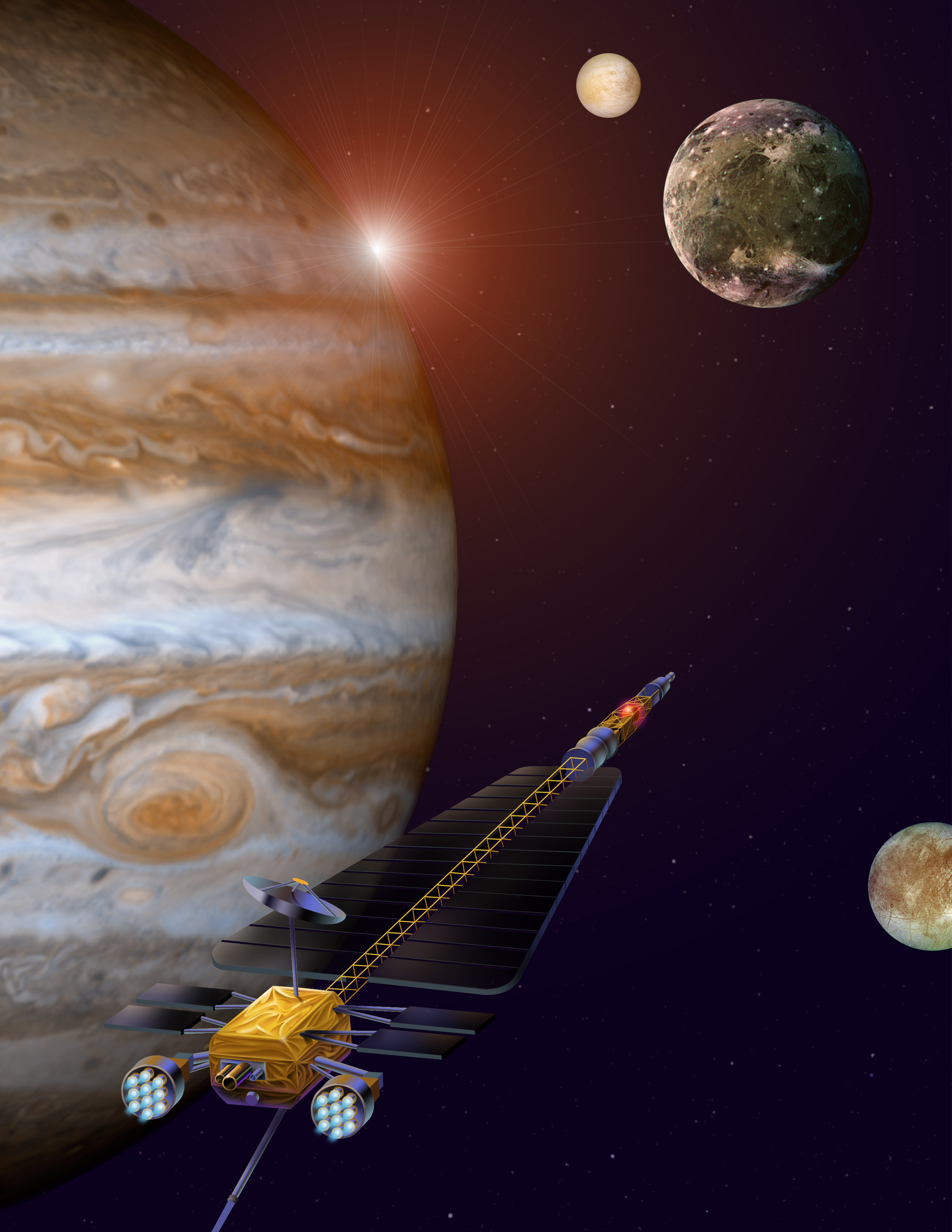
Концепція художника про політ JIMO

На травень 2015 року заплановано три запуски LEO, щоб зібрати в два етапи передачі та зонд. Етапи передачі були розроблені для запуску зонда за його траєкторією до Юпітера під час запуску вікна, що тривав з кінця жовтня 2015 року до середини січня 2016 року.
Протягом першого місяця польоту основні конструкції зонда будуть розгорнуті, ядерний реактор активований, а силові двигуни випробувані. Міжпланетний політ тривав би до квітня 2021 р. (Іонні двигуни мали працювати дві третини часу).
Як тільки зонд опиниться в зоні впливу Юпітера, навігація стане більш складною і складною. Для виходу на орбіту зонд повинен був би використовувати маневри допомоги гравітації.
Місія закінчується космічним кораблем на науковій орбіті в Європі. Досліджувалися варіанти перенесення на орбіти, які не впливають на Європу протягом тривалого періоду (> 1000 років), але для перенесення потрібно більше палива і більше часу в середовищі з високим випромінюванням на Юпітері. Остання опорна траєкторія задовольняє всі застосовні вимоги. Доставлена маса включає розміщення корисного навантаження масою не менше 1500 кг. Вихід до орбіти Юпітера відбувається 5,4 року після виведення з землі. Наукові дослідження підтримуються навколо Каллісто протягом 120 днів, Ганімеда протягом 120 днів та Європи протягом 60 днів.

## Скасування
Фінансування проекту було припинено в 2005 році через зміну пріоритетів на користь польотів з екіпажами. Запропонована ядерна технологія була визнана занадто амбіційною, як і архітектура місій багаторазового запуску та збору на орбіті [5]. Інженерів JIMO звільнили або перепризначили навесні та влітку 2005 року.
Для випробування реактора та систем відводу тепла НАСА розглядала демонстраційній політ меншого корабля до ближчої цілі.
Коли місію JIMO було скасовано, вона перебувала на початковій стадії планування, запуск очікувався не раніше 2017 року. Це мала бути перша місія програми розвитку ядерних космічних двигунів «Прометей».

## Подальші проєкти
Після JIMO НАСА та ЄКА планували спільну місію на супутники Юпітера. 
2011 року НАСА полишила й цей проєкт через нестачу фінансування. ЄКА перейменувала його на «Jupiter Icy Moon Explorer» (JUICE) і продовжила розробляти самостійно.
Наприкінці 2010-х головною місією NASA до супутників Юпітера стала Europa Clipper. Її принципові відмінності від JIMO полягали в тому, що апарат мав працювати на сонячних батареях і на орбіті супутника (без посадки).